# Сургутская ГРЭС-2
Сургутская ГРЭС-2 (полное официальное название — Филиал «Сургутская ГРЭС-2» ПАО «Юнипро») — крупнейшая тепловая электростанция (ГРЭС) России, расположенная в городе Сургут Ханты-Мансийского автономного округа вблизи водохранилища ГРЭС на реке Чёрная. По состоянию на 2020 год, является 3-й ТЭС в мире по установленной мощности и по годовой генерации, а также самым крупным производителем электричества в России.
С 2016 года входит в состав ПАО «Юнипро» (с 2006 по 2011 — ОАО «ОГК-4»; с 2011 по 2016 — ОАО «Э.ОН Россия»).

## Описание
Установленная электрическая мощность Сургутской ГРЭС-2 составляет 5687,143 МВт, установленная тепловая мощность — 840 Гкал/ч. ГРЭС работает на попутном нефтяном газе (попутный продукт добычи нефти) и природном газе.

### Выработка тепловой и электрической энергии
6 июня 2012 года Сургутская ГРЭС-2 выработала 800 млрд кВт•ч с момента пуска первого энергоблока. Годовое производство электричества станцией отличается стабильным ежегодным ростом, в 2012 году было выработано 39,97 млрд кВт•ч, максимальное количество электрической энергии за всю историю её эксплуатации, в предыдущем году выработка составила 38,83 млрд.
В 2007-2013 годах КИУМ Сургутской ГРЭС-2 ежегодно превышал 81 %.
Сургутская ГРЭС-2 является одной из высокоэффективных тепловых электростанций России:
- удельный расход условного топлива на блоках № 1-6 (паросиловые установки) — 306 грамм на кВт•ч[8];
- удельный расход условного топлива на блоках № 7-8 (парогазовые установки) — 225 грамм на кВт•ч;
- расход электроэнергии на собственные нужды — менее 2,5 %[8].

|                                                             | 2004  | 2005  | 2006  | 2007  | 2008  | 2009  | 2010  |       |       |
| ----------------------------------------------------------- | ----- | ----- | ----- | ----- | ----- | ----- | ----- | ----- | ----- |
| Выработка электроэнергии, млн кВт•ч                         | 30867 | 31936 | 32884 | 34406 | 34408 | 35210 | 36623 |       |       |
| Полезный отпуск теплоэнергии, тыс ГКал                      | 994   | 902   | 1064  | 948   | 958   | 1026  | 1016  |       |       |
|                                                             | 2011  | 2012  | 2013  | 2014  | 2015  | 2016  | 2017  | 2018  | 2019  |
| Показатели деятельности 2010-х годов (8 блоков, 5597,1 МВт) |       |       |       |       |       |       |       |       |       |
| Выработка электроэнергии, млн кВт•ч                         | 38828 | 39967 | 39850 | 37886 | 32836 | 35746 | 31963 | 30437 | 30189 |
| Выработка(отпуск) тепла, тыс. Гкал                          | 863   | 891   | 908   | 961   | 896   | 953   | 945   | 966   | 913   |

|                                     | 2020   | 2021   | 2022   |
| ----------------------------------- | ------ | ------ | ------ |
| Выработка электроэнергии, млн кВт•ч | 27 096 | 28 414 | 30 414 |
| Выработка(отпуск) тепла, тыс. Гкал  | 809    | 948    | 873    |

### Установленное оборудование
На ГРЭС-2 установлено следующее оборудование:
| № энергоблока       | 1 | 2 | 3 | 4 | 5 | 6 | 7 | 8 |
| ------------------- | --- | --- | --- | --- | --- | --- | --- | --- |
| Мощность            | 830 МВт | 810 МВт | 810 МВт | 810 МВт | 810 МВт | 810 МВт | 396,86 МВт                                                                                             | 410,24 МВт                                                                                             |
| Ввод в эксплуатацию | 1985 | 1985 | 1986 | 1987 | 1988 | 1988 | 2011                                                                                                   | 2011                                                                                                   |
| Состав оборудования | Паровой котёл ТГМП-204ХЛ (2650 т/ч) Паровая турбина К-800-240-5 (800 МВт) Генератор ТВВ-800-ЕУЗ (1000 МВА) | Паровой котёл ТГМП-204ХЛ (2650 т/ч) Паровая турбина К-800-240-5 (800 МВт) Генератор ТВВ-800-ЕУЗ (1000 МВА) | Паровой котёл ТГМП-204ХЛ (2650 т/ч) Паровая турбина К-800-240-5 (800 МВт) Генератор ТВВ-800-ЕУЗ (1000 МВА) | Паровой котёл ТГМП-204ХЛ (2650 т/ч) Паровая турбина К-800-240-5 (800 МВт) Генератор ТВВ-800-ЕУЗ (1000 МВА) | Паровой котёл ТГМП-204ХЛ (2650 т/ч) Паровая турбина К-800-240-5 (800 МВт) Генератор ТВВ-800-ЕУЗ (1000 МВА) | Паровой котёл ТГМП-204ХЛ (2650 т/ч) Паровая турбина К-800-240-5 (800 МВт) Генератор ТВВ-800-ЕУЗ (1000 МВА) | Газотурбинная установка PG9351FA GE Паровая турбина типа D10 GE Котёл-утилизатор CMI Генератор 390Н GE | Газотурбинная установка PG9351FA GE Паровая турбина типа D10 GE Котёл-утилизатор CMI Генератор 390Н GE |

## История
Регион начал быстро развиваться с середины 1960-х годов — Сургут стал одним из центров добычи нефти и газа. В последующие годы велась активная разработка нефтяных и газовых месторождений, и к середине 1970-х годов бывший рабочий посёлок разросся до размеров настоящего города. В 1980-х годах в связи с бурными темпами роста добычи нефти и газа на территории среднего Приобья возникла ситуация энергодефицита. Была необходимость совершить скачок выработки электроэнергии в Тюменской области — увеличить долю производимой электроэнергии в пять раз. Было решено построить мощную электростанцию в городе Сургут.
Проект станции был запущен в работу в соответствии с постановлением Совета Министров СССР от 15 ноября 1979 года № 1000. Ввод первого блока состоялся 23 февраля 1985 года. Шесть основных энергоблоков на попутном газе были введены в строй в 1985—1988 годы.
По первоначальному проекту всего должно было быть введено 8 энергоблоков по 800 МВт, после чего суммарная мощность станции должна была составить 6400 МВт. Проектная рекордная мощность станции должна была сделать её самой мощной тепловой электростанцией в мире, но, по состоянию на 2012 год, два оставшихся блока на попутном газе не были введены в эксплуатацию и одна из трёх труб ГРЭС не использовалась. Она была запущена в августе 2014 года после подключения к ней энергоблока № 6. Трубы электростанции имеют высоту 270 м.
Строительство седьмого и восьмого энергоблоков по 400 МВт на природном газе осуществлялось вне первоначального проекта станции. Энергоблоки, использующие в качестве топлива очищенный природный газ, построены в отдельных зданиях, используют парогазовый цикл и имеют электрический КПД около 51-58%. Оборудование было поставлено американской компанией «Дженерал Электрик», работы выполнялись турецким подрядчиком «ГАМА». Окончание работ и ввод в эксплуатацию двух новых энергоблоков были осуществлены в первой половине 2011 года, после чего общая установленная мощность станции составила 5600 МВт: новый энергоблок № 7 был включён и синхронизирован с электрической сетью 30 марта 2011 года; подключение блока № 8 произошло в июне 2011 года.
До 2005 года Сургутская ГРЭС-2 входила в состав ОАО «Тюменьэнерго». В процессе реформы электроэнергетики в 2005 году станция вошла в состав ОАО «Четвертая генерирующая компания оптового рынка электроэнергии», в 2011 году компания-владелец изменила собственное название на ОАО «Э.ОН Россия», с июня 2016 - ПАО "Юнипро".
В 2016 году, за счёт перемаркировки 6 паросиловых энергоблоков 800 до 810 МВт, мощность Сургутской ГРЭС-2 официально увеличилась на 60 МВт.
27 декабря 2017 года в 08:05 Сургутская ГРЭС-2 первой из тепловых электростанций РФ выработала 1 триллион кВт*ч электроэнергии с момента пуска
В августе 2022 года завершилась модернизация энергоблока ПСУ-830 МВт Сургутской ГРЭС-2. Энергоблок подтвердил проектные технико-экономические показатели, заявленные заводом-изготовителем. По итогам гарантийных испытаний номинальная установленная мощность энергоблока – 830 МВт. Удельный расход тепла на отпуск электроэнергии – 1833,3 ккал/кВт*час. В период проведения испытаний максимальная электрическая мощность достигала 836 МВт. По итогам модернизации энергоблока, удельный расход топлива на выработку и отпуск электроэнергии снизился на 2 г.у.т./ кВт⋅ч. Как результат, в процессе производства электроэнергии на энергоблоке №1 снизилось количество вырабатываемых парниковых газов.

## Авария 4 января 2008 года
4 января 2008 года около двух часов по местному времени в результате частичного обрушения кровли турбинного отделения отключился шестой энергоблок ГРЭС. Ситуацию осложняло то, что, во-первых, в плановом ремонте уже находился 5-й энергоблок, а, во-вторых, отрицательная температура в машинном зале ГРЭС могла привести к отключению оставшихся в работе энергоблоков № 1, 2, 3, 4 и полной остановке станции.
Через час после обрушения кровли в результате воздействия холода нагрузка энергоблока № 4 снизилась до 384 МВт. Переток по контролируемому сечению электропередачи ОЭС Урала — Тюменская энергосистема значительно вырос и составил 1 482 МВт (максимально допустимый — 1 550 МВт). В 03:12 для компенсации снижения генерации по согласованию с ОДУ Урала диспетчеры Тюменского РДУ отдали команду на увеличение генерации соседней Нижневартовской ГРЭС на 520 МВт — до установленной мощности 1 600 МВт.
В 03:16 по команде диспетчера ОДУ Урала дежурной сменой Тюменского РДУ введён запрет работ на генерирующем и электросетевом оборудовании.
В 03:17 энергоблок № 4 отключился. Суммарная нагрузка электростанции снизилась на 1600 МВт, а переток по контролируемому сечению ОЭС Урала — Тюменская энергосистема превысил максимально допустимый и составил 1 913 МВт (аварийно-допустимое значение — 2000 МВт).
Эту аварию удалось локализовать к 8 января. Весь этот период времени Уренгойская ГРЭС, Ириклинская ГРЭС, Верхнетагильская ГРЭС и Нижневартовская ГРЭС работали в особенно напряжённом режиме.